# 国家英雄纪念碑
国家英雄纪念碑（英語：National Monument）是一个为了纪念二战和在马来亚紧急状态下，为和平和自由而战因而殉职的军人而建立的雕像。其位于马来西亚首都吉隆坡的马来西亚国会大厦附近。
国家英雄纪念碑是世界上最高的独立青铜雕塑品。每年7月31日的英雄日和11月11日的英联邦国殇纪念日，马来西亚最高元首、首相以及武装部队和警方领袖来此敬献花环，向逝去的英雄表达敬意。
国家纪念碑占地4万8562平方尺，分4个范围，即战争纪念柱、英雄纪念碑、喷泉及回廊。

## 历史

### 吉隆坡纪念柱

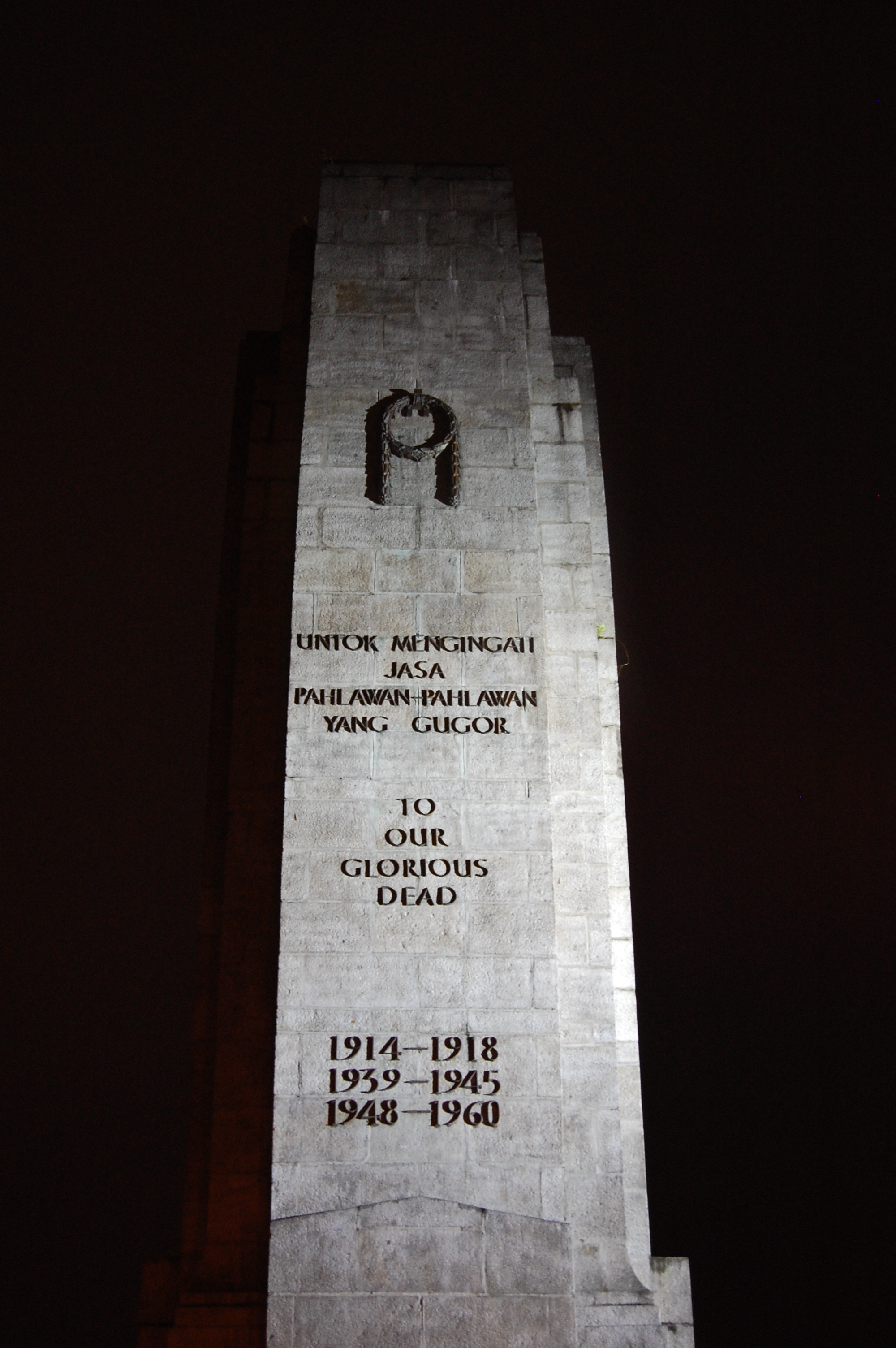
国家纪念碑附近的吉隆坡纪念柱。

国家纪念碑的前身是一个建设在维多利亚大道（现称苏丹希山慕丁路）和拉惹路的环形交叉路口中间，草地上殖民地内战纪念柱，十分靠近吉隆坡火车总站和马来亚铁道局总部。设立这个纪念柱的目的是为了要纪念在战争中遇害的效命于殖民地政府的马来亚人，并在英国取得马来亚控制权后在纪念柱上加上二战（1939－1945年）中牺牲的英国士兵，以表彰他们为国家的牺牲。
1964年，该纪念柱被移植至吉隆坡湖滨公园的国家英雄纪念碑现址，以让路给新建的架空道路。运输过程采取分割法，将纪念柱分割为小块并在国家纪念碑附近重装，同时也刻上了馬來亞緊急狀態（1948－1960）中牺牲的士兵和一串以马来文和英文两种语文写着的「为了纪念国家的英雄」之标语。

### 国家纪念碑

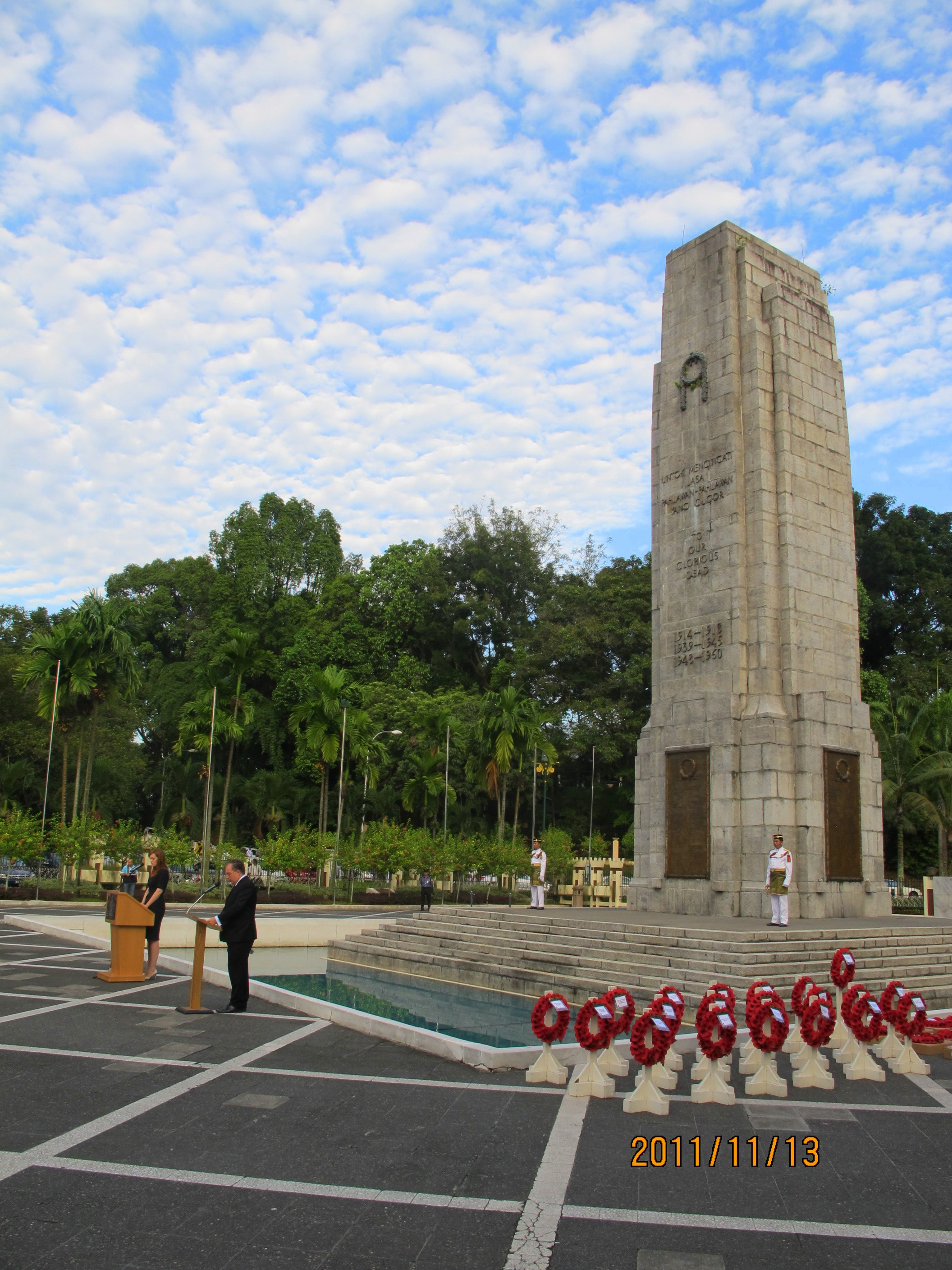
虽然英雄日不再于国家纪念碑举办，但國殤紀念日仍然持续进行。以上图片为2011年11月13日的纪念柱。

1960年，首任首相東姑阿都拉曼出访美国时，受到美国华盛顿美国海军陆战队战争纪念雕像的启发，聘请维尔登设计了这座纪念碑，1966年完成。
这个雕像于1966年2月8日由登嘉楼苏丹（当时为马来西亚最高元首）开幕。其是一个为了纪念1万1000名在二战，及在从1948至1960年长达12年马来亚紧急状态下殉职的军人而建立的雕像。此后，每年的7月31日都将会在纪念碑举行献花仪式庆祝英雄日。维尔登也因设计了雕像而获封为丹斯里头衔。
1975年8月27日，国家纪念碑被共产主义恐怖分子炸毁。随后国家纪念碑于1977年5月11日修复完成后重新对外开放，并在周边竖立了围栏。
2010年英雄日期间，首相署部长贾米尔对国家纪念碑发表了不当言论。他说国家纪念碑是「非伊斯兰」的，认为建设国家纪念碑违反了教旨中提到的不可崇拜任何实体偶像，引起许多争议。一个同样的课题在2016年9月被霹雳州宗教司哈鲁沙尼挑起，他认为国家纪念碑有偶像崇拜之嫌，在伊斯兰教义中属于“大罪”，因为其以人类为造型。

## 设计

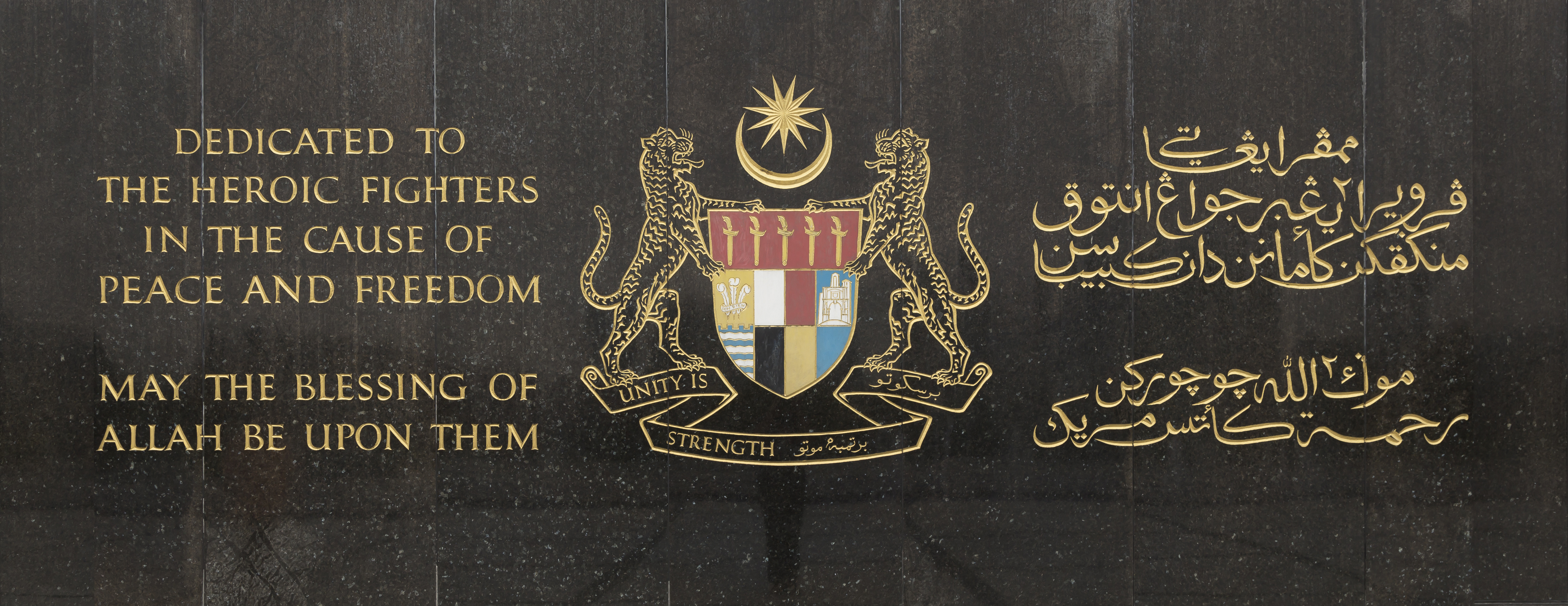
国家英雄纪念碑的文字和马来亚联合邦国徽

本纪念碑于1963年开始规划，并在1966年正式建成。雕塑位于纪念碑的中心，高15米（49.21英尺），由青铜制成，设计家为来自奥地利的著名雕塑家维尔登。维尔登在这之前也曾在美国设计一个青铜雕像。
雕塑由一群士兵组成，其中两名士兵在基地蹲下，一名在高处手持马来西亚国旗矗立在中心。每一个青铜雕像都象征着领导、苦难、团结、警觉、力量、勇气和牺牲7种领袖应具备的特质。士兵站立的石碑是从瑞典东南部的一个沿海小镇卡尔斯港进口的。
雕塑的花岗岩底座刻有马来亚联合邦国徽，而其中两面分别以英文和马来爪夷文书写着：
英语原文：
Dedicated to the heroic fighters in the cause of peace and freedom, 
May the blessing of Allah be upon them.
中译：
献给为和平与自由事业而战的英勇战士们，
愿上苍保佑他们。

## 都古路
都古路，前称纪念柱路（英語：Cenotaph Road，是指在纪念柱完成后铺设的一条道路，毗邻原本的纪念柱环岛。在60年代推广马来语运动下，这条路于其他吉隆坡的道路一样，路名从英文被直译至马来文至今。这条路于吉隆坡火车总站平行，位于马来亚铁道局行政总部和国家回教堂对面。